# Creature from the Haunted Sea
La criatura del mar encantado o El monstruo del mar encantado (en el original, Creature from the Haunted Sea) es una película de comedia de terror de 1961 dirigida por Roger Corman. Escrita por Charles B. Griffith, la película es una parodia de las películas de espías, gánsteres y monstruos (principalmente, La Criatura de la Laguna Negra), sobre un agente secreto, XK150 (interpretado por Robert Towne bajo el seudónimo de Edward Wain), que con el nombre en clave "Sparks Moran" se infiltra en una banda criminal liderada por Renzo Capetto (Antony Carbone), que intenta transportar fuera de Cuba a un general cubano exiliado con un séquito y gran parte del tesoro cubano. Filmgroup estrenó la película como un programa doble con Devil's Partner (1958).

## De fondo
Fue la última de una trilogía no oficial de comedias negras de Griffith y Corman que también incluía Un cubo de sangre (1959) y La pequeña tienda de los horrores (1960). Corman dijo más tarde: "La sorpresa para mí fue que había tres de estas películas de comedia y terror de bajo presupuesto... que eran todas tan audaces; quiero decir, es tan loco hacer películas tan baratas, con un cronograma tan corto y con un tema tan demencial. Me parecía que tendría un gran éxito o un fracaso colosal. Fue decepcionante que todas fueran éxitos modestos. No me imaginé que pudiera hacer algo tan salvaje y obtener un conservador pequeño retorno de dinero y un final tan rutinario". 
En 1982, Corman dijo: "Casi nadie ha visto esta película o sabe siquiera que existe", pero la película ha desarrollado una ligera reputación de culto.

## Trama
Durante la Revolución cubana, el jugador y mafioso estadounidense deportado Renzo Capetto idea un plan para hacerse rico rápidamente y utiliza su yate para ayudar a un grupo de anticastristas encabezados por el general Tostada a escapar con el tesoro nacional de Cuba, que planean utilizar para orquestar una contrarrevolución.
El agente secreto estadounidense XK150, utilizando el alias Sparks Moran, se ha infiltrado en la banda. La pandilla está formada por la descaradamente delincuente novia rubia de Capeto, Mary-Belle Monahan; su hermano menor, Happy Jack, engañosamente pulcro; y un patán crédulo, bondadoso y homicida llamado Pete Peterson Jr., que constantemente hace imitaciones de animales.
Desafortunadamente, a pesar de su otro papel como narrador omnisciente de la historia, Sparks es demasiado torpe, al estilo Maxwell Smart, como para darse cuenta de lo que está pasando debido a su propia incompetencia y su desesperado enamoramiento por la completamente desinteresada Mary-Belle, que considera sus intentos para rescatarla de una vida de crimen con divertido desprecio.
Capetto planea robar la fortuna en oro y luego afirmar que el mítico "Monstruo del Mar Encantado" apareció y devoró a los anticastristas, pero son él y su tripulación quienes asesinan a los soldados cubanos con herramientas de jardinería afiladas en forma de garras y se van dejando detrás "huellas" hechas con un desatascador y una mezcla de aceite de oliva y tinta verde. Sin embargo, no sabe que realmente hay un monstruo marino peludo y de ojos saltones acechando en las mismas aguas donde planea cometer la sucia jugada y que la criatura puede hacer que su plan sea demasiado fácil de llevar a cabo.
Cuando el hambre insaciable del monstruo trastoca su plan, Capetto decide hundir su barco frente a la costa de una pequeña isla y luego recuperar el oro. Las complicaciones surgen cuando los miembros masculinos de su pandilla se involucran románticamente con las nativas, con Pete relacionándose con Porcina y Jack con su bonita hija Mango, mientras la chica callejeadora local Carmelita toma un agrado instantáneo por Sparks.
Capetto y su pandilla bajan a bucear para intentar salvar el botín, pero la criatura los elimina a todos uno por uno excepto a Sparks y Carmelita, y la película termina con la criatura sentada sobre el tesoro submarino y felizmente hurgándose los dientes. La criatura eructa y las burbujas se enrollan con los créditos finales.

## Reparto
- Antony Carbone como Renzo Capetto.
- Betsy Jones-Moreland como Mary-Belle Monahan.
- Robert Towne (acreditado como 'Edward Wain' [3]) como Sparks Moran / Agente XK150 / Narrador.
- Beach Dickerson como Pete Peterson Jr.
- Robert Bean como Happy Jack Monahan.
- Esther Sandoval como Porcina Pérez.
- Sonia Noemí González como Mango Pérez.
- Edmundo Rivera Álvarez como General Tostada.
- Terry Nevin como coronel Cabeza Grande.
- Blanquita Romero como Carmelita Rodríguez.
- Jaclyn Hellman como Agente XK-120.

## Producción

### Desarrollo
A finales de 1959, tras la finalización de La pequeña tienda de los horrores, Roger Corman reunió un pequeño reparto y equipo y llegó a Puerto Rico para dirigir La última mujer en la Tierra y producir una película ambientada en la Segunda Guerra Mundial titulada La batalla de Blood Island.   Según Corman, "descubrí que había incentivos fiscales disponibles si 'fabricabas' en Puerto Rico. Eso incluía hacer películas".  Cuando a Corman todavía le quedaba celuloide sin usar de La última mujer en la Tierra, decidió hacer otra película. Parte del presupuesto provino de fondos que no había gastado para una película llamada The Wild Ride. 
Corman llamó a Charles B. Griffith, quien era el guionista principal del director, y "le dije que quería hacer una película de comedia y terror mientras estaba en Puerto Rico. Tenía seis días para elaborar el guion. Le dije cuántos actores lo harían y le expliqué que no podía llevar a ningún miembro adicional del elenco porque simplemente no tenía el presupuesto para ello". Corman estuvo de acuerdo con la sugerencia de Griffith de que Corman desempeñara él mismo uno de los papeles. 
Griffith escribió un guion utilizando la misma estructura que dos películas anteriores de Corman, Naked Paradise y Beast from the Haunted Cave, y que volvería a utilizar en otra película del director, Atlas. "Todo seguía igual", dijo Griffith, "los delincuentes esperaban para escapar en un avión, la chica del gángster se enamora del héroe alquilado y se habla de seguridad; todo seguía igual". 
Sintió que no le pagaban lo suficiente por el trabajo y decidió castigar a Corman escribiéndole el personaje de Happy Jack Monahan como el papel más difícil que se le ocurrió, ya que requería que el personaje se riera histéricamente en una escena y llorara como un bebé en la siguiente.   "Este tipo era un Hamlet tropical", recuerda Corman, "llorando en un momento, riendo al siguiente, pasando de asesino a víctima... todo funciona. Brando habría tenido problemas con este papel".  Corman se dio cuenta de que Happy Jack prácticamente se convirtió en el protagonista. "Sé que Chuck hizo esto para volverme loco. Era un papel demasiado importante y requería un actor".  Corman le dio el papel a Robert Bean, un actor que quería trabajar en una película suya. Corman le dijo a Bean que si podía pagar su propio viaje a Puerto Rico, podría trabajar en el equipo y desempeñar un papel en una de las películas.  Bean fue microfonista en la segunda película de Puerto Rico y apareció aquí también en el papel del Monstruo.   A Griffith le pagaron 1.500 dólares por su guion. 
Corman afirma: "Chuck nos había enviado el guion un jueves. Lo leí el jueves por la noche, reescribí secciones entre tomas en el set el viernes, lo dupliqué el viernes por la tarde, lo repartí y lo ensayé el viernes, sábado y domingo, lo preparé el domingo, y comenzamos a rodar el lunes." 

En sus memorias, Corman dijo:
"Me han sugerido que Creature from the Haunted Sea es mi película más personal. En realidad, esa no es una mala sugerencia, considerando que tiene mi final favorito de todos: una última escena que inventé por capricho y literalmente llamé por teléfono a Chuck Griffith desde Puerto Rico. Ésta era la historia de una banda de generales de Batista que se escapaba con un cofre del tesoro lleno de oro de Cuba. El hombre que contratan para capitanear su barco es un mafioso. Asesina a los generales y encubre los crímenes inventando una historia sobre un monstruo submarino que devora personas. Pero hay un monstruo submarino. "Siempre hemos matado a nuestros monstruos con fuego, electricidad, inundaciones, lo que sea", le dije a Chuck. "Esta vez, el monstruo gana. La toma final de esta película", insistí, "es el monstruo sentado en el cofre de oro en el fondo del océano. Los esqueletos de todas las personas de la película están esparcidos a su alrededor y se está hurgando los dientes. Eso es todo. El monstruo gana". 

### Rodaje
La película se rodó en cinco días.  Los lugareños aparecieron en la película como extras y, según se informa, les pagaron 1 dólar la hora.  Según Corman, "Estaba tratando de conseguir más movimiento en escenas dialogadas largas. Chuck tenía una escena en el guion que me molestó especialmente porque no sabía cómo darle algo de acción. Estábamos filmando en un palmeral y tenía a estos estadounidenses jugando al fútbol con un coco [...] Al menos, había mucho movimiento en esa escena". 
Durante una escena en la que se muestra al personaje Renzo Capetto montando una pistola automática, al actor Antony Carbone le entregaron una pistola real que se desmoronó inesperadamente. Después de filmar una toma que "funcionó perfectamente", Corman decidió que la primera toma era más divertida y la usó en la película con una narración adicional para lograr un efecto humorístico. 

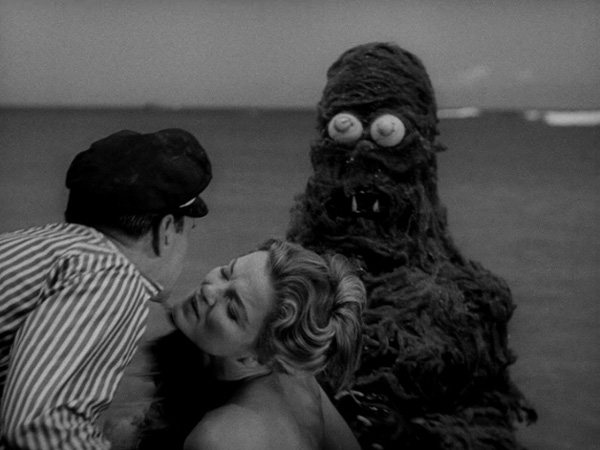
Renzo Capetto y Mary-Belle Monahan se besan mientras la Criatura se acerca sigilosamente detrás de ellos.

Según Beach Dickerson, la criatura estaba hecha de "un traje de neopreno, algo de musgo, muchas almohadillas Brillo [...] pelotas de tenis para los ojos, pelotas de ping-pong para las pupilas y limpiadores de tuberías para las garras. Luego lo cubrimos con hule negro para hacerlo viscoso."  Según Carbone, el elenco "realmente tuvo que concentrarse profundamente para no reírse cuando lo vimos". 
Carbone sintió que Corman debería haber filmado las escenas en las que aparecía la criatura desde su punto de vista, para que el público nunca la viera. "Eso al menos mantendría una apariencia de algo de miedo. ¡Porque cuando ves esta criatura, tienes que reírte! No es que la risa no sea buena, pero la risa no debe ser sobre la criatura, debe ser sobre las acciones de la criatura. Por ejemplo, cuando la criatura mata, debes tomar la acción del actor para que sea graciosa: se le salen los ojos, se mete el dedo en la boca como un niño, o algo humorístico dicho por la persona que está siendo asesinada. Por lo tanto, mantienes el secreto de esto y sacas a relucir la comedia. Entonces creo que habría sido al menos plausible, en cierto modo". A pesar de los sentimientos de Carbone sobre la realización de Corman, afirmó que la película era "muy divertida" y que "se divirtió mucho haciéndola". 
Cuando el reparto y el equipo tuvieron dificultades para salir del país, el director de fotografía ocultó la película a Corman hasta que cobraron por la producción. La actriz Betsy Jones-Moreland declaró sobre la producción que "el único problema con esa película es que comenzó como una parodia de todo lo que Roger había hecho antes. Iba a ser una comedia, una risa por minuto. Luego, de repente, en algún punto intermedio, eso se perdió y se puso seria". Moreland continuó afirmando que "simplemente asumí que nadie la vería jamás. Al principio, como iba a ser una parodia 'sofisticada' y una broma interna, no me avergoncé de ello. Más tarde, Cuando no resultó ser así, cuando derrapó y se volvió tonta, entonces deseé no haber oído hablar nunca de ello". 
Robert Towne dijo más tarde: "Realmente no me veía como actor. Y esa película confirmó mis sospechas. Subrayó que definitivamente no tenía una carrera como actor". 

### Postproducción
La partitura musical de la película, escrita por Fred Katz, fue escrita originalmente para A Bucket of Blood. Según Mark Thomas McGee, autor de Roger Corman: The Best of the Cheap Acts, cada vez que le pedían a Katz que escribiera música para Corman, Katz vendía la misma partitura como si fuera música nueva. 

## Estreno
Creature from the Haunted Sea no fue lanzada hasta 1961.  La campaña de promoción de la película no hizo que la película pareciera una comedia, sino que la promovió como una película de suspense.  El cartel de la película pregunta "¿Cuál fue el secreto indescriptible del mar de los barcos perdidos?" y pide que el público "no revele la respuesta al secreto".  Muchas audiencias encontraron que la publicidad era engañosa, lo que perjudicó la taquilla de la película. 
Corman dijo: "La película tuvo un leve éxito. No podía creer que se pudieran hacer cosas tan locas en una película y obtener una pequeña ganancia. Como dije, debería haber sido un gran éxito o un gran fracaso. Dejé de hacerlo en ese momento. Ya había hecho tres de estas. Era hora de seguir adelante y hacer otras cosas". 

### Material adicional
En marzo de 1963, Corman volvió a reunir el elenco en Santa Mónica para aparecer en nuevas escenas dirigidas por Monte Hellman para las transmisiones televisivas de la película, ampliando la duración a 74 minutos.   Hellman agregó una canción principal, cantada por Betsy Jones-Moreland, asumiendo que una película llamada Creature from the Haunted Sea debería tener una canción principal.  Hellman también filmó breves escenas para versiones televisivas de Beast from Haunted Cave, Ski-Troop Attack y The Last Woman on Earth . Según Hellman, "Probablemente fue lo más divertido que he tenido porque yo era el productor, escritor y director, y tenía control absoluto sobre el equipo y sobre cómo se gastaba el dinero y todo eso. Fue realmente fantástico, además el hecho de que era algo totalmente fuera de lo común, era como Fiebre del sábado noche". 
En 2008, Legend Films lanzó una versión coloreada. Esta versión también está disponible en Amazon Video on Demand.

## Recepción y legado
El crítico de cine Cavett Binion escribió: "Este trocito de serie B de Roger Corman y compañía es una mezcla apresurada de thriller policial y película de monstruos, mezclada con suficiente sátira torpe para hacer que todo el lío sea agradable".  Dave Sindelar en su sitio web Fantastic Movie Musings and Ramblings criticó el guion de la película como "un desastre desenfocado" debido a su mala estructura y ritmo. Sindelar también criticó el mal diseño del monstruo.  TV Guide otorgó a la película dos de cuatro estrellas y la calificó de "entretenida".  Dennis Schwartz de Ozus' World Movie Reviews le dio una calificación D, criticando el tono de comedia "juvenil" de la película y el diseño del monstruo. 